# Maurice Bourgès-Maunoury
Maurice Bourgès-Maunoury (Luisant, 19 d'agost de 1914 - París, 10 de febrer de 1993) fou un polític radical francès, que ocupà el càrrec de president del Consell el 1957, en la Quarta República.